# Germán I de Winzenburgo
Germán I, conde de Winzenburg (también conocido como Germán de Windberg; h. 1083 - 1137 o 1138) fue conde de Formbach y Radelberg. Desde 1109 hasta 1130, fue también conde de Winzenburg y desde 1122 hasta 1138, fue conde de Reinhausen. También fue landgrave de Turingia desde 1111 hasta 1130 y margrave de Meissen desde 1124 hasta 1130. Y finalmente, fue alto bailío de la abadía de Corvey.
Fue el primer miembro de la familia en llamarse a sí mismo de Winzenburg, por el Castillo de Winzenburg, al sureste de Alfeld, que recibió como un feudo de su tío Udo.
Fue consejero del emperador Enrique V y se hizo muy poderoso durante el reinado de Enrique. En 1109, Enrique V lo envió a Roma, como miembro de una misión diplomática. En 1111 o 1112, se convirtió en el primer Landgrave de Turingia, después de que se separara del ducado de Sajonia.
En 1130, entró en conflicto con Burcardo I de Loccum, y consejero del emperador Lotario II, sobre la construcción del castillo de Burcardo. Germán I hizo que asesinaran a Burcardo en un cementerio. El 18 de agosto de 1130, durante la dieta de Quedlinburg, Germán fue declarado fuera de la ley por su asesinato y todos sus feudos revocados: Turingia pasó a Luis VII de Baviera, Meissen a Conrado de Wettin, y el castillo de Winzenburg y otras mansiones asociadas al obispado de Hildesheim, porque estos eran feudos de Hildesheim.
Germán estuvo en custodia en Renania durante años. En 1134, fue liberado y se le encargó tareas de defensa en Holstein. Fue comandante de la fortaleza de Segeberg, donde murió en 1137 o 1138. 